# Anna Gandler
Anna Gandler (ur. 5 stycznia 2001 w Hall in Tirol) – austriacka biathlonistka, czterokrotna medalistka mistrzostw świata juniorów.

## Kariera
Po raz pierwszy na arenie międzynarodowej pojawiła się w 2017 roku, startując na mistrzostwach świata juniorów w Osrblie. Zdobyła tam srebrny medal w sprincie. Na rozgrywanych trzy lata później mistrzostwach świata juniorów w Lenzerheide zwyciężyła w biegu pościgowym, a w biegu indywidualnym była trzecia. Wywalczyła ponadto brązowy medal w sztafecie podczas mistrzostw świata juniorów w Obertilliach w 2021 roku.
W zawodach Pucharu Świata zadebiutowała 8 grudnia 2022 roku w Hochfilzen, zajmując 51. miejsce w sprincie. Pierwsze punkty wywalczyła dwa dni później w tej samej miejscowości, kończąc bieg pościgowy na 30. pozycji.
Jej ojciec, Markus Gandler, reprezentował Austrię w biegach narciarskich.

## Osiągnięcia

### Mistrzostwa świata
| Rok  | Miejscowość | Konkurencje | Konkurencje | Konkurencje | Konkurencje | Konkurencje | Konkurencje | Konkurencje |
| Rok  | Miejscowość | IN          | SP          | PU          | MS          | RL          | MR          | SR          |
| ---- | ----------- | ----------- | ----------- | ----------- | ----------- | ----------- | ----------- | ----------- |
| 2023 | Oberhof     | 24.         | 49.         | 29.         | –           | 5.          | –           | –           |
| 2024 | Nové Město  | 19.         | 11.         | 12.         | 7.          | 8.          | 6.          | –           |
| 2025 | Lenzerheide | –           | 33.         | dns.        | –           | –           | 17.         | –           |

### Mistrzostwa świata juniorów
| Rok  | Miejscowość  | Konkurencje | Konkurencje | Konkurencje | Konkurencje | Konkurencje | Konkurencje | Konkurencje |
| Rok  | Miejscowość  | IN          | SP          | PU          | MS          | RL          | MR          | SR          |
| ---- | ------------ | ----------- | ----------- | ----------- | ----------- | ----------- | ----------- | ----------- |
| 2017 | Osrblie      | 11.         | 2.          | 20.         | nd.         | 11.         | nd.         | nd.         |
| 2018 | Otepää       | 25.         | 11.         | 11.         | nd.         | –           | nd.         | nd.         |
| 2019 | Osrblie      | –           | 4.          | 9.          | nd.         | –           | nd.         | nd.         |
| 2020 | Lenzerheide  | 3.          | 4.          | 1.          | nd.         | 6.          | nd.         | nd.         |
| 2021 | Obertilliach | 12.         | 28.         | 27.         | nd.         | 3.          | nd.         | nd.         |

### Puchar Świata

#### Miejsca w klasyfikacji generalnej
| Sezon     | Miejsce |
| --------- | ------- |
| 2022/2023 | 32.     |
| 2023/2024 | 19.     |
| 2024/2025 | 43.     |